# Quercus argentata
Quercus argentata es una especie del género Quercus dentro de la familia de las Fagaceae. Está clasificada en el Subgénero Cyclobalanopsis; que son robles del este y sureste de Asia. Árboles que crecen hasta 10-40 m de altura. Ellos se diferencian del Subgénero Cyclobalanopsis en que tienen bellotas con distintivas tazas teniendo crecientes anillos de escamas, tienen en común las densamente agrupadas bellotas, aunque esto no se aplica a todas las especies.

## Distribución y hábitat
Crece en Borneo, Sumatra, Península de Malaca, y Java Occidental, a los 2700 metros en el Monte Kinabalu.

## Descripción
Quercus argentata es un árbol de hoja perenne que crece hasta los 30 m y más. El tronco mide 1 m de diámetro. La corteza es lisa y tiene un color gris pálido. Las ramas son glabras, densamente cubiertas con lenticelas de color marrón. Las hojas miden 10-20 cm de largo, 3-5 cm de ancho, elípticas, coriáceas, glabras glaucas y brillantes por encima, opacas a continuación con denso tomento plateado; el margen entero o, a veces sinuoso-dentado en la mitad apical; con 10 a 17 pares de nervios secundarios levantados firmemente abajo; delgadas, sulcadas, pecíolo de 2-3 cm de largo. Las flores tienen 3-4 estilos de 1 mm de largo, sin estaminodios. Las bellotas miden 2-3 cm de largo y 1,5-2 cm de diámetro, ovoides. La taza de la nuez tiene 6-9 anillos concéntricos de escamas que cubren la mayor parte de la núcula y el pedúnculo tiene anillos gruesos.

## Taxonomía
Quercus argentata fue descrita por Pieter Willem Korthals y publicado en Verhandelingen over de Natuurlijke Geschiedenis der ... 215. 1844.
Etimología
Quercus: nombre genérico del latín que designaba igualmente al roble y a la encina.
argentata: epíteto latíno que significa "plateado".
Sinonimia
- Cyclobalanopsis argentata (Korth.) Oerst.
- Lithocarpus argentatus (Korth.) Merr.
- Pasania pinanga (Blume) Oerst.
- Quercus pinanga Blume
- Quercus wilhelminae Seemen
- Synaedrys wilhelminae (Seemen) Koidz.[1][4]